# Raycadenco
Raycadenco é um género botânico pertencente à família das orquídeas (Orchidaceae).